# 中策橡膠
中策橡胶集团股份有限公司（上交所：603049），是中國的一家汽車輪胎製造商。在2022年，它是世界第八大輪胎製造商、中国最大轮胎制造商。主要品牌有朝阳轮胎、西湖轮胎、全诺轮胎、雅度轮胎、中策车空间等
。

## 历史
公司於1958年從杭州海潮橡膠廠開始，1992年改制为杭州中策橡胶有限公司。2019年5月，巨星科技、杭叉集团等宣布将以58亿元的价格购入该公司46.95%的股权。2021年10月，它从有限整体变更为股份公司。2025年6月5日，公司在上海证券交易所主板挂牌上市。

## 外部連結
- 官方网站